# Guillem Forteza i Pinya

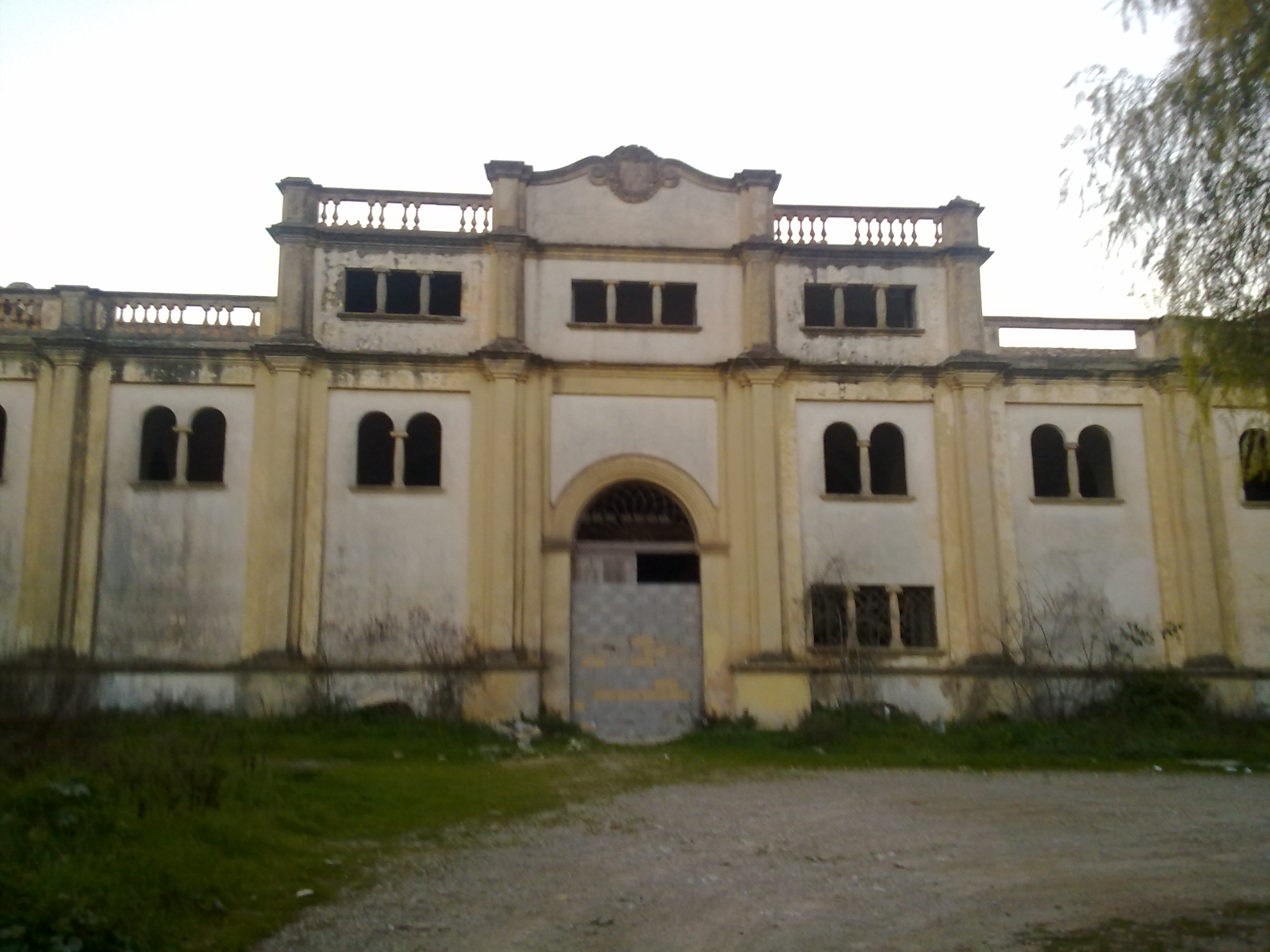
Façana del Celler Cooperatiu de Felanitx

Guillem Forteza i Pinya (Palma, 1892 - Palma, 1943) fou un arquitecte, urbanista i polític mallorquí, destacat per la projecció d'un gran nombre d'escoles a Mallorca des del 1921 fins a la fi de la Segona República.
La seva formació la realitzà a Barcelona, on es titulà el 1916. Fou arquitecte diocesà (1919), director de construccions escolars (des del 1921), professor de l'Escola d'Arts i Oficis (1925-30), delegat de Belles Arts a les Balears (1931) i arquitecte municipal de Palma des del 1933.
Les seves obres, en un primer moment han estat classificades dins de corrents amb influències noucentistes i clàssiques. Relacionat amb els arquitectes i els intel·lectuals de la segona generació noucentista de Barcelona, la seva obra restà influïda per les formes tradicionals: Celler Cooperatiu Es Sindicat, Felanitx (1921); convent de ses Saleses, desaparegut; casa Alzamora; Palau de Marivent, Palma, (1924); sovint tenyides d'italianisme (clínica Munar —posteriorment Hostal Arxiduc, esbucat el 1989—, església des Molinar). A les seves darreres obres depurà el seu tradicionalisme d'elements decoratius accessoris i creà una arquitectura sòbria i racional: Grup Escolar de Llucmajor, actual CEIP Rei Jaume III (1932); Grup Escolar Jaume I (~1935), a Palma, en col·laboració amb Karl Hack; Grup Escolar Manuel Bartolomé Cossio (actualment CP Joan Mas i Verd), Montuïri (1935). Com a urbanista, sobresurten, entre alguns projectes més ambiciosos no duts a terme, la disposició del glacis de Santa Caterina (1930), de la plaça de ses Columnes i del monument a Joan Alcover.
En l'àmbit polític presidí Nova Parla (1916) i el Centre Regionalista de Mallorca (1917-1919). Fou un dels principals redactors de la segona època de La Veu de Mallorca. Després es passà al Partit Liberal (1919), dominat per Joan March, essent batle de Palma el 1923. És autor del llibre Pel ressorgiment polític de Mallorca (recull d'articles i discursos de la seva època regionalista).

## Obres de Guillem Forteza
- Clínica Munar (Hostal Arxiduc), Palma (desaparegut)
- Plaça García Orell, Palma, 1934
- Grup Escolar Jaume I, Palma, 1935
- Grup Escolar Manuel Bartolomé Cossio (actualment CP Joan Mas i Verd), Montuïri, 1935
- Cas Metge Ferrando, Montuïri
- Celler Cooperatiu "Es Sindicat", Felanitx, 1921
- Casa Mossèn Salvador Galmés, Sant Llorenç des Cardassar, 1923
- Palau de Marivent, Palma, 1924
- Casa del Poble, Palma, 1923 (esbucat pel darrer ajuntament franquista)